# Federico Peña
Federico Fabian Peña (ur. 15 marca 1947 w Laredo, Teksas) – amerykański polityk, były sekretarz transportu oraz energii USA w administracji Billa Clintona.
Peña w latach 1983–1991 był burmistrzem Denver. To za jego kadencji wybudowano
Denver International Airport, trzeci co do wielkości powierzchni port lotniczy na świecie.
Podczas kampanii prezydenckiej Billa Clintona w 1992 roku, Peña doradzał gubernatorowi Arkansas w sprawach transportu. Po objęciu urzędu przez Clintona został mianowany na stanowisko sekretarza transportu USA. Urząd ten sprawował w latach 1993–1997. Następnie, nadal w administracji Clintona, sprawował urząd sekretarza energii USA w latach 1997–1998.